# レアンドロ・カスタン・ダ・シウバ
レアンドロ・カスタン・ダ・シウバ（Leandro Castán da Silva, 1986年11月5日 - ）は、ブラジル・サンパウロ州出身の元サッカー選手。現役時代のポジションはディフェンダー。

## 経歴

### クラブ
2003年からブラジルのアトレチコ・ミネイロのユースチームでキャリアをスタートさせ、2005年にトップチーム昇格を果たした。2007年、ヘルシンボリIFに移籍した。2008年にグレミオ・バルエリに移籍しブラジルに復帰すると、レギュラーに定着。2010年にはコリンチャンスに移籍し、セリエA優勝とコパ・リベルタドーレス初優勝に貢献した。
2012年7月18日、イタリアのASローマに移籍金500万ユーロ、4年契約で移籍。同年8月26日のセリエA開幕戦のカターニア戦でセリエAデビュー。
2018年8月1日、ローマとの契約を解除したことが発表され、8月3日にCRヴァスコ・ダ・ガマに加入した。

### 代表
2012年9月27日にマノ・メネーゼスによりイラクと日本との親善試合に向けたメンバーに選出され初招集を受け、10月16日の日本戦にフル出場し代表デビュー。

## タイトル

### クラブ
アトレチコ・ミネイロ
- カンピオナート・ブラジレイロ・セリエB : 2006
- カンピオナート・ミネイロ : 2007

コリンチャンス
- カンピオナート・ブラジレイロ・セリエA : 2011
- コパ・リベルタドーレス : 2012